# Armorial des communes du Val-de-Marne
- il comporte peu ou pas de sources.
- il reste des blasons à dessiner dans cet armorial.

Blason de France ancien : d'azur semé de fleurs de lys d'or.
Blason du Val-de-Marne : de France ancien au chevron ondé versé d'argent ; vêtu d'or plain.

Cette page dresse l'ensemble des armoiries (figures et blasonnements) des 46 communes du département français du Val-de-Marne disposant à ce jour d'armoiries. 

(0 dessin(s) en attente.)
- Haut – A
- B
- C
- D
- E
- F
- G
- H
- I
- J
- K
- L
- M
- N
- O
- P
- Q
- R
- S
- T
- U
- V
- W
- X
- Y
- Z

## A
| Blason de Ablon-sur-Seine | Blason  | D'azur à la fasce ondée d'argent chargée de trois ablettes de sable posées en bande, accompagnée d'une escarboucle d'or en chef et d'un pampre de vigne fruité, tigé et feuillé du même en pointe. |
| Blason de Ablon-sur-Seine | Détails | Armes parlantes. (ablettes) Le statut officiel du blason reste à déterminer. |

| Blason de Alfortville | Blason  | De gueules au pairle d'argent, au chef d'azur* bastillé de quatre pièces et maçonné de sable*.                                                                          |
| Blason de Alfortville | Détails | * Il y a là non-respect de la règle de contrariété des couleurs : ces armes sont fautives (sable et azur sur gueules). Le statut officiel du blason reste à déterminer. |

| Blason de Arcueil | Blason  | Écartelé : aux 1er et 4e d'azur à un aqueduc de trois arches d'argent maçonné de sable et posé sur une terrasse de sinople, au 2d de France, au 3e d'or à cinq tourteaux de gueules mis en orle et surmontés d'un plus gros tourteau d'azur chargé de trois fleurs de lys d'or (de Médicis). |
| Blason de Arcueil | Détails | Le statut officiel du blason reste à déterminer. |

## B
| Blason de Boissy-Saint-Léger | Blason  | D'azur à la croix d'argent chargée d'une crosse de gueules mise en pal et cantonnée au 1er d'un semé de fleurs de lys, au 2e de trois peupliers arrachés rangés en fasce, au 3e d'un arbre, au 4e d'un semé d'abeilles, le tout d'or. |
| Blason de Boissy-Saint-Léger | Détails | Ces armes sont une évocation des domaines du PIPLE (les peupliers) et de GROSBOIS (l'arbre). Les armes de France rappellent la localisation en Ile-de-France (ancien domaine royal) du lieu. Le semé d'abeilles symbolise le maréchal BERTHIER, prince de Wagram. La croix et la crosse rappellent saint Léger, l'évêque d'Autun. Le statut officiel du blason reste à déterminer. |

| Blason de Bonneuil-sur-Marne | Blason  | De gueules à trois ancres d'or, au chef ondé d'azur soutenu d'argent et chargé d'un soleil du second. Devise / Cri'labor, pax, libertas (travail, paix, liberté) |
| Blason de Bonneuil-sur-Marne | Détails | Le statut officiel du blason reste à déterminer. |

| Blason de Bry-sur-Marne | Blason  | Parti d'azur au pont de bois d'argent posé sur des ondes du même mouvant de la pointe et surmonté d'une roue de moulin d'or ; et de gueules à un orme terrassé aussi d'or et au chef cousu de sinople chargé de trois épis de blé d'argent. Devise / CriMoult viel que Paris (Bien plus vieille que Paris). |
| Blason de Bry-sur-Marne | Détails | La roue de moulin évoque l'ancien moulin médiéval de la ville, le pont celui qu'empruntaient les Gaulois au IIe siècle. Le champ senestre évoque la richesse agricole du sol et l'orme célèbre du lieu, planté au XVe siècle et abattu en 1904. * Ces armes emploient le terme « cousu » dans le seul but de contrevenir à la règle de contrariété des couleurs : elles sont fautives : Sinople sur gueules. Le statut officiel du blason reste à déterminer. |

## C
| Blason de Cachan | Blason  | Écartelé de France ancien, et d'argent à l'aigle bicéphale au vol abaissé de sable, becquée, membrée et armée de gueules, au bâton du même brochant (du Guesclin). |
| Blason de Cachan | Détails | Adoptées en 1884. Auteur(s)M. Ulysse Gravigny |

| Blason de Champigny-sur-Marne | Blason  | Écartelé : au 1er d'azur à un croissant d'or surmonté de deux étoiles du même ; au 2d de gueules à une grappe de raisin tigée et feuillée d'argent ; au 3e de gueules à une barque antique équipée et habillée d'argent voguant sur une rivière du même mouvant de la pointe ; au 4e d'azur au croissant d'or surmonté d'une étoile du même. Devise / CriNy fer, ny feu, rien ne me peult |
| Blason de Champigny-sur-Marne | Détails | Le statut officiel du blason reste à déterminer. |

| Blason de Charenton-le-Pont | Blason  | D'azur au pont de quatre arches ogivales d'or, fortifié, donjonné et girouetté d'argent, le tout maçonné de sable et posé sur une mer d'argent. Devise / CriPræsidium et decus (défense et gloire) |
| Blason de Charenton-le-Pont | Détails | Armes parlantes. Le statut officiel du blason reste à déterminer. |

| Blason de Chennevières-sur-Marne | Blason  | De gueules au plant de chanvre d'argent fruité d'or, mouvant de la pointe, au chef d'azur chargé de deux clefs d'argent en sautoir accostées de deux fleurs de lys d'or, le tout soutenu d'une divise ondée d'argent, brochant sur la partition. Ornements extérieursL'ecu timbré de la couronne murale d'or, soutenu de deux sarments de vigne d'or fruités d'argent. Devise / CriFidèle à son sol, fidèle à son passé |
| Blason de Chennevières-sur-Marne | Détails | Le statut officiel du blason reste à déterminer. |

| Blason de Chevilly-Larue | Blason  | D'azur à la colombe fondante d'argent, à la bordure cousue de gueules* chargée de huit macles d'or. |
| Blason de Chevilly-Larue | Détails | * Ces armes emploient le terme « cousu » dans le seul but de contrevenir à la règle de contrariété des couleurs : elles sont fautives : gueules sur azur. Le statut officiel du blason reste à déterminer. |

| Blason de Choisy-le-Roi | Blason  | De gueules à un pont d'or posé sur une rivière d'argent soutenue de cinq annelets du second entrelacés 3 et 2, à l'écusson cousu de France sommé de la couronne royale fermée du même, la pointe de l'écusson brochant sur le pont. |
| Blason de Choisy-le-Roi | Détails | Le statut officiel du blason reste à déterminer. |

| Blason de Créteil | Blason  | D'azur à la fasce ondée d'argent accompagnée d'une croisette potencée d'or en chef et d'une grappe de raisin tigée et feuillée du même en pointe. Devise / CriLabore fideque (par le travail et par la foi) |
| Blason de Créteil | Détails | Adoptées en 1901. Auteur(s)M. Ferdinand Corinthe Dandois, peintre verrier |
| Blason de Créteil | Alias   | D'azur à la fasce ondée d'argent accompagnée d'une croix pattée d'or chargée d'un œil au naturel rayonnant en chef, et d'une grappe de raisin tigée et feuillée d'or en pointe.                             |

## F
| Blason de Fontenay-sous-Bois | Blason  | D'or à un chêne de sinople englanté du champ, posé sur une terrasse du second chargée d'une fasce ondée d'argent, au chef d'azur chargé d'une escarboucle du champ accostée de deux fleurs de lys du même. Ornements extérieursÉcu timbré de la couronne murale d'or, soutenu de deux branches de chêne. Devise / CriQuerno sub tegmine fontes (les fontaines sous le feuillage du chêne) |
| Blason de Fontenay-sous-Bois | Détails | Armes parlantes. Le statut officiel du blason reste à déterminer. |

| Blason de Fresnes | Blason  | D'azur à un frêne terrassé d'or, à un agneau d'argent passant brochant sur le fût de l'arbre. |
| Blason de Fresnes | Détails | Armes parlantes. Le statut officiel du blason reste à déterminer.                             |

## G
| Blason de Gentilly | Blason  | D'hermine à la fasce ondée d'azur accompagnée en pointe d'un livre fermé de gueules borduré d'or et chargé d'une lettre B capitale du même ; au chef tiercé en pal : au 1er d'azur au chevron d'or accompagné de trois croisettes pattées du même, au 2e d'argent au chevron de gueules accompagné de sept merlettes du même, quatre en chef mises en deux pals et trois en pointe mal ordonnées, au 3e d'azur au siège antique d'or à l'assise de gueules. Devise / CriGentil soyez, gentil serai |
| Blason de Gentilly | Détails | Le champ d'hermine rappelle l'industrie de la peau locale, et la fasce d'azur la Bièvre qui traverse la ville. Le livre évoque le poète Isaac de Bensérade, qui vécut dans la ville. Les armes en chef sont celles de NEUFVILLE de VILLEROY, et d'AUMONT, qui tinrent le lieu avant la révolution. Celles en chef senestre évoque le passage de Dagobert Ier dans la ville. Le statut officiel du blason reste à déterminer.                                                                       |

## H
| Blason de L'Haÿ-les-Roses | Blason  | D'or à huit roses de gueules mises en orle et boutonnées d'argent. |
| Blason de L'Haÿ-les-Roses | Détails | Armes parlantes. Le statut officiel du blason reste à déterminer.  |

## I
| Blason de Ivry-sur-Seine | Blason  | De gueules à la rivière d'argent posée en fasce et accompagnée de trois ancres d'or, au chef cousu d'azur* chargé de trois roues d'engrenage aussi d'or.                                                   |
| Blason de Ivry-sur-Seine | Détails | * Ces armes emploient le terme « cousu » dans le seul but de contrevenir à la règle de contrariété des couleurs : elles sont fautives : azur sur gueules. Le statut officiel du blason reste à déterminer. |

## J
| Blason de Joinville-le-Pont | Blason  | Coupé d'azur à trois fleurs de lys d'or surmontées d'un lambel d'argent (d'ORLEANS), et de gueules à un pont de trois arches d'argent maçonné de sable, posé sur des ondes aussi d'argent mouvant de la pointe. |
| Blason de Joinville-le-Pont | Détails | Armes parlantes. Le statut officiel du blason reste à déterminer. |

## K
| Blason de Le Kremlin-Bicêtre | Blason  | De gueules au Kremlin terrassé d'argent, au chef d'azur* chargé d'une tour d'or, ouverte et ajourée du champ, accostée de deux merlettes aussi d'or.                            |
| Blason de Le Kremlin-Bicêtre | Détails | * Il y a là non-respect de la règle de contrariété des couleurs : ces armes sont fautives (azur sur gueules). Armes parlantes. Le statut officiel du blason reste à déterminer. |

## L
| Blason de Limeil-Brévannes | Blason  | Parti d'azur au lion d'or, et d'un bandé d'azur et d'or ; le tout sommé d'un chef du premier chargé d'une aigle romaine du second, la tête contournée, empiétant un foudre du même.                                                                            |
| Blason de Limeil-Brévannes | Détails | Le lion évoque les armes de M. Marc-Henri LE PILEUR, le bandé les armes du Baron HOTTINGUER. L'aigle impériale honore la mémoire du Prince Achille MURAT, qui fit réparer le château après la guerre de 1870. Le statut officiel du blason reste à déterminer. |

## M
| Blason de Maisons-Alfort | Blason  | D’azur à la champagne de gueules*, à la ruche d’or ouverte du champ, les pieds brochant sur la champagne, accompagnée de neuf abeilles d’or volant vers la ruche. Devise / Cri« mansionibus » |
| Blason de Maisons-Alfort | Détails | * Il y a là non-respect de la règle de contrariété des couleurs : ces armes sont fautives (champagne de gueules sur champ d'azur). Le statut officiel du blason reste à déterminer.           |

| Blason de Mandres-les-Roses | Blason  | D'argent à trois roses de gueules, au chef d'azur chargé d'un monde cerclé et croisé d'or entouré de sept étoiles du même. |
| Blason de Mandres-les-Roses | Détails | Armes parlantes. Le statut officiel du blason reste à déterminer.                                                          |

Seule Marolles-en-Brie ne dispose pas d'armoiries connues à ce jour.

## N
| Blason de Nogent-sur-Marne | Blason  | Coupé d'azur à deux épis de blé en sautoir accompagnés en chef et aux flancs d'une fleur de lis et en pointe d'une grappe de raisin tigée et feuillée, le tout d'or ; et de gueules à deux tours d'argent crénelées de cinq pièces, ajourées, ouvertes et maçonnées de sable, soutenues d'une rivière du même mouvant de la pointe. Devise / CriBeauté - Plaisance |
| Blason de Nogent-sur-Marne | Détails | Le statut officiel du blason reste à déterminer. |

| Blason de Noiseau | Blason  | Parti d’azur au noyer arraché d’or, et de gueules au bouquet de trois épis de blé feuillé d’or ; aux deux éclairs d’argent posés en chevron renversé se rejoignant sur le trait du parti, leurs pointes liées par trois ondes électromagnétiques circulaires de sable ; le tout sommé d’un chef ondé de sable soutenu d’une trangle ondée d’argent, chargé de trois chevrons fendus d’or. |
| Blason de Noiseau | Détails | Armes parlantes. (noyer) Le statut officiel du blason reste à déterminer. |

## O
| Blason de Orly | Blason  | D'azur au chevron d'argent chargé de cinq avions de sable, le tout enfermé dans un orle d'or. |
| Blason de Orly | Détails | Armes parlantes. Le statut officiel du blason reste à déterminer.                             |

| Blason de Ormesson-sur-Marne | Blason  | D'azur à trois lis de jardin d'argent, tigés et feuillés de sinople.              |
| Blason de Ormesson-sur-Marne | Détails | Reprise des armes de la famille du lieu. Adoptées par la commune le 21 juin 1957. |

## P
| Blason de Le Perreux-sur-Marne | Blason  | Écartelé : au 1er de gueules au cor lié d'argent au chef cousu d'azur* chargé de deux fleurs de lis d'or ; au 2e de sable à trois étoiles d'or en fasce, surmontées d'une couronne de baron au naturel ; au 3e d'azur au viaduc à trois arches, le tout d'argent ; au 4e de gueules à une chaîne de sable de quatre anneaux, dont deux rompus au milieu. Ornements extérieursL'écu encadré de deux branches de chêne liées d'argent en pointe. Devise / CriRésistance vault plus que force |
| Blason de Le Perreux-sur-Marne | Détails | * Il y a là non-respect de la règle de contrariété des couleurs : ces armes sont fautives (sable sur gueules au 4, azur sur gueules au 1er). Le statut officiel du blason reste à déterminer. |

| Blason de Le Plessis-Trévise | Blason  | D’azur à la haie circulaire d’or, au chef cousu de gueules semé d’étoiles aussi d’or. |
| Blason de Le Plessis-Trévise | Détails | Le chef, bien que constitutif d'enquerre, est valable ici car issu d'une concession des armoiries du Maréchal MORTIER, titré Duc de Trévise par Napoléon Ier. Le statut officiel du blason reste à déterminer. |

Seule Périgny ne dispose pas d'armoiries connues à ce jour.

## Q
| Blason de La Queue-en-Brie | Blason  | D'argent à la rivière du champ en fasce, à la tour de gueules maçonnée de sable brochante, au chef de France. Devise / CriDe Brie, toujours fidèle à la France |
| Blason de La Queue-en-Brie | Détails | Conflit héraldique : la tour est dessinée aussi ouverte et ajourée de sable. Adoptées en 1969. Auteur(s)M. Jean ROBLIN                                         |

## R
| Blason de Rungis | Blason  | D'azur à la fontaine déversant son eau dans trois bassins l'un sur l'autre, le tout d'argent, accompagné en chef d'un arc-en-ciel au naturel. |
| Blason de Rungis | Détails | Armoiries conçues par la Commission d'Héraldique de la Seine, en 1942. Le statut officiel du blason reste à déterminer.                       |

## S
| Blason de Saint-Mandé | Blason  | Écartelé : au 1er d'argent à l'écureuil de gueules (de FOUQUET) ; au 2e d'azur à la tourelle accompagnée de son avant-mur mis en fasce, le tout d'argent, maçonné et ajouré de sable ; au 3e d'azur à trois fasces ondées d'argent, accompagnées en pointe d'un croissant du même ; au 4e de gueules au chevron d'or accompagné de trois molettes d'éperon du même (de BERULLE). Ornements extérieursL'écu timbré de la couronne murale à trois tours crénelées d’or, ouverte et maçonnée de sable, soutenu par des rameaux ployés de lis de jardin, tigés, feuillés et fleuris au naturel, croisés en pointe en sautoir, et retenant un listel d’argent aux retroussis d’or, chargé de la devise en lettres romaines de sable. Devise / CriCresco et Floresco (je crois et je fleuris). |
| Blason de Saint-Mandé | Détails | Conflit héraldique : la tourelle est dessinée aussi ouverte de sable. Le statut officiel du blason reste à déterminer. |

| Blason de Saint-Maur-des-Fossés | Blason  | D'azur a la bande d'or chargée d'une anguille tortillée du champ, accompagnée en chef de trois fleurs de lis d'or au bâton de gueules péri en bande, et en pointe d'une couronne d'épines enfermant le mot PAX, surmonté d'une fleur de lis et soutenu de trois clous, le tout d'argent.               |
| Blason de Saint-Maur-des-Fossés | Détails | Tiercé en bande : au 1er de France au bâton de gueules péri en bande ; au 2d d'or à l'anguille tortillée d'azur ; au 3e du même à la couronne d'épines enfermant le mot PAX, surmonté d'une fleur de lis et soutenu de trois clous, le tout d'argent. Le statut officiel du blason reste à déterminer. |

| Blason de Saint-Maurice | Blason  | De gueules à Saint-Maurice monté sur un cheval, le tout d'argent, tenant une banderole chargée d'une croix du champ et passant sur une terrasse de sinople soutenue d'une rivière aussi d'argent, mouvant de la pointe. |
| Blason de Saint-Maurice | Détails | Armes parlantes. * Il y a là non-respect de la règle de contrariété des couleurs : ces armes sont fautives (sinople sur gueules). Le statut officiel du blason reste à déterminer.                                      |

| Blason de Santeny | Blason  | D'azur à la barre ondée d'or, accompagnée en chef d'un besant du même chargé d'une croisette de Malte du champ et en pointe d'une rose du second. |
| Blason de Santeny | Détails | Le statut officiel du blason reste à déterminer.                                                                                                  |

| Blason de Sucy-en-Brie | Blason  | D'azur au château à deux tours d'or (d'argent), maçonné de sable, posé sur une champagne ondée d'argent et surmonté d'une fleur de lis d'or; le tout chapé cousu de gueules, au pampre d'argent fruité de deux pièces d'or à dextre et à trois épis empoignés du même, tigés et feuillés d'argent à senestre. |
| Blason de Sucy-en-Brie | Détails | * Ces armes emploient le terme « cousu » dans le seul but de contrevenir à la règle de contrariété des couleurs : elles sont fautives : gueules sur azur. Le statut officiel du blason reste à déterminer. |

## T
| Blason de Thiais | Blason  | D'azur à trois lis de jardin d'argent tigés et feuillés de sinople.     |
| Blason de Thiais | Détails | Armoiries attribuées par arrêté du Préfet de la Seine, le 21 juin 1942. |

## V
| Blason de Valenton | Blason  | De gueules à la tour ronde du lieu d'argent, accostée de six épis de blé d'or réunis trois par trois en forme de fleur de lys, à la champagne cousue de sable chargée d'une grappe de raisin tigée et feuillée aussi d'or. |
| Blason de Valenton | Détails | * Ces armes emploient le terme « cousu » dans le seul but de contrevenir à la règle de contrariété des couleurs : elles sont fautives : sable sur gueules. Le statut officiel du blason reste à déterminer.                |

| Blason de Villecresnes | Blason  | De gueules aux trois huttes gauloises d'argent, chaussé parti d'azur semé d'abeilles d'or et d'azur semé de roses d'or.. |
| Blason de Villecresnes | Détails | * Il y a là non-respect de la règle de contrariété des couleurs : ces armes sont fautives (azur sur gueules). Les huttes parce que l'emplacement était occupé par des Gaulois, les abeilles pour le Maréchal d'Empire Berthier (qui a possédé le domaine de Grosbois), les roses qui étaient la principale culture du village. Auteur(s)Mme Mireille LOUIS |

| Blason de Villejuif | Blason  | De gueules, au faisceau et à la hache d'armes d'argent posés en pal, accostés de deux tourterelles voletant, celle de dextre contournée, et tenant dans leur bec une banderole d'argent, à la champagne de sable, à deux traits d'argent passés en sautoir liés du même et brochant sur la partition. Devise / CriTout cède à notre union |
| Blason de Villejuif | Détails | * Il y a là non-respect de la règle de contrariété des couleurs : ces armes sont fautives (sable sur gueules). Le statut officiel du blason reste à déterminer. |

| Blason de Villeneuve-le-Roi | Blason  | De France ancien, au chef de gueules chargé de trois grappes de raisin tigées et feuillées d'or. |
| Blason de Villeneuve-le-Roi | Détails | Le statut officiel du blason reste à déterminer.                                                 |

| Blason de Villeneuve-Saint-Georges | Blason  | D'azur à Saint Georges monté sur un cheval terrassant un dragon couché, le tout contourné d'argent, à la champagne aussi d'azur chargée d'un écusson cousu de sable mouvant en pointe de la partition, surchargé de trois besants d'argent et accompagné de trois fleurs de lys d'or (Abbaye de Saint-Germain-des-Prés) Devise / Cri« sicut sequena, semper ad planum revertor » (comme la Seine, je reviens toujours à mon niveau). |
| Blason de Villeneuve-Saint-Georges | Détails | Armes parlantes. * Ces armes emploient le terme « cousu » dans le seul but de contrevenir à la règle de contrariété des couleurs : elles sont fautives : sable sur azur. Le statut officiel du blason reste à déterminer. |

| Blason de Villiers-sur-Marne | Blason  | D'argent au chevron de gueules accompagné de trois grappes de raisin d'azur tigées et feuillées de sinople. |
| Blason de Villiers-sur-Marne | Détails | Le statut officiel du blason reste à déterminer.                                                            |

| Blason de Vincennes | Blason  | De gueules au donjon de deux tours posé sur un chemin de ronde flanqué de deux échauguettes, le tout d'argent, ajouré et maçonné de sable, posé sur une risberme aussi d'argent et soutenu de trois boulets mal ordonnés du même, au chef cousu de France. Devise / CriLiliis justitia lapidibus fama (la justice par les lys, la renommée par les pierres) |
| Blason de Vincennes | Détails | Le statut officiel du blason reste à déterminer. |

| Blason de Vitry-sur-Seine | Blason  | D'argent à l'arbre de sinople, le fût chargé d'une navette et d'une canette au naturel en sautoir, et accosté de six peupliers, plus petits, aussi de sinople, posés trois à dextre, trois à senestre, le tout terrassé du même. |
| Blason de Vitry-sur-Seine | Détails | Le statut officiel du blason reste à déterminer. |